# Boljevići (Kršan)
Pour les articles homonymes, voir Boljevići.
Boljevići (en italien : Boglievici) est une localité de Croatie située en Istrie, dans la municipalité de Kršan, dans le comitat d'Istrie. En 2001, la localité comptait 95 habitants.

## Démographie
| 1948 | 1953 | 1961 | 1971 | 1981 | 1991 | 2001 |
| ---- | ---- | ---- | ---- | ---- | ---- | ---- |
| 219  | 206  | 174  | 149  | 134  | 111  | 95   |